# 개나리학당
《개나리학당》은 TV조선에서 방송되었던 어린이 예능 프로그램이다.

## 방송 시간
| 방송 채널 | 방송 기간                         | 방송 시간                            | 비고 |
| --------- | --------------------------------- | ------------------------------------ | ---- |
| TV조선    | 2022년 1월 17일 ~ 2022년 4월 25일 | 매주 월요일 밤 10시 ~ 11시 30분      |      |
| TV조선    | 2022년 5월 2일 ~ 2022년 7월 11일  | 매주 월요일 밤 10시 40분 ~ 12시 10분 |      |

## 출연진

### 진행자
| 역대 | 출연진 | 방송 기간                         | 방송 회차  | 비고 |
| ---- | ------ | --------------------------------- | ---------- | ---- |
| 1대  | 붐     | 2022년 1월 17일 ~ 2022년 7월 11일 | 1회 ~ 22회 |      |
| 1대  | 정동원 | 2022년 1월 17일 ~ 2022년 7월 11일 | 1회 ~ 22회 |      |

### 고정 출연자
| 역대 | 출연진 | 방송 기간                         | 방송 회차   | 빠진 회차 | 비고 |
| ---- | ------ | --------------------------------- | ----------- | --------- | ---- |
| 1대  | 김다현 | 2022년 1월 17일 ~ 2022년 1월 24일 | 1회 ~ 2회   | 3회, 15회 |      |
| 1대  | 김다현 | 2022년 2월 7일 ~ 2022년 5월 9일   | 4회 ~ 14회  | 3회, 15회 |      |
| 1대  | 김다현 | 2022년 5월 23일 ~ 2022년 7월 11일 | 16회 ~ 22회 | 3회, 15회 |      |
| 1대  | 김유하 | 2022년 1월 17일 ~ 2022년 5월 16일 | 1회 ~ 15회  | 16회      |      |
| 1대  | 김유하 | 2022년 5월 30일 ~ 2022년 7월 11일 | 17회 ~ 22회 | 16회      |      |
| 1대  | 김태연 | 2022년 1월 17일 ~ 2022년 1월 24일 | 1회 ~ 2회   | 3회       |      |
| 1대  | 김태연 | 2022년 2월 7일 ~ 2022년 7월 11일  | 4회 ~ 22회  | 3회       |      |
| 1대  | 류영채 | 2022년 1월 17일 ~ 2022년 7월 11일 | 1회 ~ 22회  | 없음      |      |
| 1대  | 안율   | 2022년 1월 17일 ~ 2022년 2월 28일 | 1회 ~ 6회   | 7회 ~ 8회 |      |
| 1대  | 안율   | 2022년 4월 4일 ~ 2022년 5월 23일  | 9회 ~ 16회  | 7회 ~ 8회 |      |
| 1대  | 임서원 | 2022년 1월 17일 ~ 2022년 2월 28일 | 1회 ~ 6회   | 7회 ~ 8회 |      |
| 1대  | 임서원 | 2022년 4월 4일 ~ 2022년 7월 11일  | 9회 ~ 22회  | 7회 ~ 8회 |      |
| 1대  | 임지민 | 2022년 1월 17일 ~ 2022년 7월 11일 | 1회 ~ 22회  | 없음      |      |
| 2대  | 서지유 | 2022년 3월 14일 ~ 2022년 7월 11일 | 7회 ~ 22회  |           |      |
| 3대  | 서우진 | 2022년 5월 2일 ~ 2022년 7월 11일  | 13회 ~ 22회 |           |      |

## 개나리 고정 출연 목록

### 2022년
| 회차 | 방영 날짜 | 개나리                                                               | 비고 |
| ---- | --------- | -------------------------------------------------------------------- | ---- |
| 1    | 1월 17일  | 김다현, 김유하, 김태연, 류영채, 안율, 임서원, 임지민                 |      |
| 2    | 1월 24일  | 김다현, 김유하, 김태연, 류영채, 안율, 임서원, 임지민                 |      |
| 3    | 1월 31일  | 김유하, 류영채, 안율, 임서원, 임지민                                 |      |
| 4    | 2월 7일   | 김다현, 김유하, 김태연, 류영채, 안율, 임서원, 임지민                 |      |
| 5    | 2월 21일  | 김다현, 김유하, 김태연, 류영채, 안율, 임서원, 임지민                 |      |
| 6    | 2월 28일  | 김다현, 김유하, 김태연 류영채, 안율, 임서원, 임지민                  |      |
| 7    | 3월 14일  | 김다현, 김유하, 김태연, 류영채, 임지민, 서지유                       |      |
| 8    | 3월 21일  | 김다현, 김유하, 김태연, 류영채, 임지민, 서우진                       |      |
| 9    | 3월 28일  | 김다현, 김유하, 김태연, 류영채, 안율, 임서원, 임지민, 서지유         |      |
| 10   | 4월 4일   | 김다현, 김유하, 김태연, 류영채, 안율, 임서원, 임지민, 서지유         |      |
| 11   | 4월 11일  | 김다현, 김유하, 김태연, 류영채, 안율, 임서원, 임지민, 황승아         |      |
| 12   | 4월 18일  | 김다현, 김유하, 김태연, 류영채, 안율, 임서원, 임지민, 서지유         |      |
| 13   | 4월 25일  | 김다현, 김유하, 김태연, 류영채, 안율, 임서원, 임지민, 서우진         |      |
| 14   | 5월 2일   | 김다현, 김유하, 김태연, 류영채, 안율, 임서원, 임지민, 서우진         |      |
| 15   | 5월 9일   | 김유하, 김태연, 류영채, 안율, 임서원, 임지민, 서지유, 황민호         |      |
| 16   | 5월 16일  | 김다현, 김태연, 류영채, 안율, 임서원, 임지민, 서지유, 서우진, 황민호 |      |
| 17   | 5월 23일  | 김다현, 김유하, 김태연, 류영채, 안율, 임서원, 임지민, 서우진         |      |

## 게스트
| 회차 | 출연진                    | 비고                                       |
| ---- | ------------------------- | ------------------------------------------ |
| 1회  | 장윤정                    |                                            |
| 2회  | 장윤정                    |                                            |
| 3회  | 립제이                    | 2022년 설날 특집 기획 특별출연             |
| 3회  | 코요태 (신지)             | 2022년 설날 특집 기획 특별출연             |
| 3회  | 이경훈                    | 2022년 설날 특집 기획 특별출연             |
| 3회  | 이상준                    | 2022년 설날 특집 기획 특별출연             |
| 3회  | 윤해빈                    | 2022년 설날 특집 기획 특별출연             |
| 3회  | 허재                      | 2022년 설날 특집 기획 특별출연             |
| 3회  | 홍성흔                    | 2022년 설날 특집 기획 특별출연             |
| 4회  | 오은영                    |                                            |
| 5회  | 김종서                    | 2022년 발렌타인데이 특집 기획 특별출연     |
| 5회  | 김태원                    | 2022년 발렌타인데이 특집 기획 특별출연     |
| 5회  | 박완규                    | 2022년 발렌타인데이 특집 기획 특별출연     |
| 5회  | 이상준                    | 2022년 발렌타인데이 특집 기획 특별출연     |
| 6회  | 박주미                    | 결혼작사 이혼작곡 3 특집 기획 특별출연     |
| 6회  | 이가령                    | 결혼작사 이혼작곡 3 특집 기획 특별출연     |
| 6회  | 이민영                    | 결혼작사 이혼작곡 3 특집 기획 특별출연     |
| 6회  | 전노민                    | 결혼작사 이혼작곡 3 특집 기획 특별출연     |
| 6회  | 전수경                    | 결혼작사 이혼작곡 3 특집 기획 특별출연     |
| 7회  | 코요태 (김종민)           | 대상 특집 기획 특별출연                    |
| 7회  | 김준호                    | 대상 특집 기획 특별출연                    |
| 7회  | 서지유                    | 일일 고정 출연자                           |
| 8회  | 오정연                    | 솔로 특집 기획 특별출연                    |
| 8회  | 은가은                    | 솔로 특집 기획 특별출연                    |
| 8회  | 이상준                    | 솔로 특집 기획 특별출연                    |
| 8회  | 지상렬                    | 솔로 특집 기획 특별출연                    |
| 8회  | 한정수                    | 솔로 특집 기획 특별출연                    |
| 8회  | 허경환                    | 솔로 특집 기획 특별출연                    |
| 8회  | 서우진                    | 일일 고정 출연자                           |
| 9회  | 정태우                    | 역사 특집 기획 특별출연                    |
| 9회  | 정은표                    | 역사 특집 기획 특별출연                    |
| 9회  | 심용환                    | 역사 특집 기획 특별출연                    |
| 9회  | 서지유                    | 일일 고정 출연자                           |
| 10회 | 서지유                    | 아이들 육상 선수권 대회 특집 기획 특별출연 |
| 10회 | 김지율                    | 아이들 육상 선수권 대회 특집 기획 특별출연 |
| 10회 | 김경훈                    | 아이들 육상 선수권 대회 특집 기획 특별출연 |
| 10회 | 오한결                    | 아이들 육상 선수권 대회 특집 기획 특별출연 |
| 10회 | 오아린                    | 아이들 육상 선수권 대회 특집 기획 특별출연 |
| 11회 | 영탁                      | 미스터트롯 VS 국민가수 특집 기획 특별출연  |
| 11회 | 케이윌                    | 미스터트롯 VS 국민가수 특집 기획 특별출연  |
| 11회 | 황승아                    | 일일 고정 출연자                           |
| 12회 | 강재준                    | 개그맨 커플 특집 기획 특별출연             |
| 12회 | 이은형                    | 개그맨 커플 특집 기획 특별출연             |
| 12회 | 윤형빈                    | 개그맨 커플 특집 기획 특별출연             |
| 12회 | 정경미                    | 개그맨 커플 특집 기획 특별출연             |
| 12회 | 서지유                    | 일일 고정 출연자                           |
| 13회 | 젝스키스 (장수원)         | 1,2세대 아이돌 특집 특별출연               |
| 13회 | 브라운 아이드 걸스 (제아) | 1,2세대 아이돌 특집 특별출연               |
| 13회 | 신화 (앤디)               | 1,2세대 아이돌 특집 특별출연               |
| 13회 | 원더걸스 (유빈)           | 1,2세대 아이돌 특집 특별출연               |
| 13회 | 서우진                    | 일일 고정 출연자                           |
| 14회 | 이성미                    | 원조 개그우먼 특집 특별출연                |
| 14회 | 이경실                    | 원조 개그우먼 특집 특별출연                |
| 14회 | 조혜련                    | 원조 개그우먼 특집 특별출연                |
| 14회 | 김지선                    | 원조 개그우먼 특집 특별출연                |
| 14회 | 서우진                    | 일일 고정 출연자                           |
| 15회 | 이지애                    | 스승의 날 특집 특별 출연                   |
| 15회 | 하모나이즈                | 스승의 날 특집 특별 출연                   |
| 15회 | 정승제                    | 스승의 날 특집 특별 출연                   |
| 15회 | 서지유                    | 일일 고정 출연자                           |
| 15회 | 황민호                    | 일일 고정 출연자                           |
| 16회 | 황제성                    | 아버지 특집 특별 출연                      |
| 16회 | 김재원                    | 아버지 특집 특별 출연                      |
| 16회 | 제이쓴                    | 아버지 특집 특별 출연                      |
| 16회 | 홍경민                    | 아버지 특집 특별 출연                      |
| 16회 | 서지유                    | 일일 고정 출연자                           |
| 16회 | 서우진                    | 일일 고정 출연자                           |
| 16회 | 황민호                    | 일일 고정 출연자                           |
| 17회 | 최준                      | 크리에이터 특집 특별 출연                  |
| 17회 | 히밥                      | 크리에이터 특집 특별 출연                  |
| 17회 | 숏박스                    | 크리에이터 특집 특별 출연                  |
| 17회 | 서우진                    | 일일 고정 출연자                           |
| 18회 | 양지은                    | 천사 콘서트 특집 특별출연                  |
| 18회 | 홍지윤                    | 천사 콘서트 특집 특별출연                  |
| 18회 | 은가은                    | 천사 콘서트 특집 특별출연                  |
| 18회 | 이솔로몬                  | 천사 콘서트 특집 특별출연                  |
| 18회 | 김동현                    | 천사 콘서트 특집 특별출연                  |
| 18회 | 이병찬                    | 천사 콘서트 특집 특별출연                  |
| 19회 | 강부자                    | 라디오 DJ 특집 특별출연                    |
| 19회 | 선우용여                  | 라디오 DJ 특집 특별출연                    |
| 19회 | 이현우                    | 라디오 DJ 특집 특별출연                    |
| 19회 | 김현철                    | 라디오 DJ 특집 특별출연                    |
| 20회 | 노사봉                    | 의좋은 형제자매 특집 특별출연              |
| 20회 | 노사연                    | 의좋은 형제자매 특집 특별출연              |
| 20회 | 조준호                    | 의좋은 형제자매 특집 특별출연              |
| 20회 | 조준현                    | 의좋은 형제자매 특집 특별출연              |
| 21회 | 이혜정                    | 잘 먹는 녀석들 특집 특별출연               |
| 21회 | 돈 스파이크               | 잘 먹는 녀석들 특집 특별출연               |
| 21회 | 홍윤화                    | 잘 먹는 녀석들 특집 특별출연               |

## 결방 및 편성 변경
2022년
- 2월 14일 : 출연진 중 코로나바이러스감염증-19 확진으로 인한 특별 편 방송.
- 3월 7일 ~ 3월 14일 : 국가수 편성으로 인한 결방.
- 6월 6일 : KEB하나은행 대한민국 VS 칠레 축구 친선경기 중계방송으로 인해 결방